# Gaedia connexa
Gaedia connexa är en tvåvingeart som först beskrevs av Johann Wilhelm Meigen 1824.  Gaedia connexa ingår i släktet Gaedia och familjen parasitflugor. Arten har ej påträffats i Sverige. Inga underarter finns listade i Catalogue of Life.